# Renaldo & the Loaf
Renaldo & the Loaf was een Brits muziekduo dat actief was in de tweede helft van de jaren zeventig en in de jaren tachtig. Het duo bestond uit een patholoog, David Janssen ('Ted the Loaf'), en een architect, Brian Poole ('Renaldo Malpractice'), en maakte muziek die 'vreemd' was.

## Loopbaan
De twee ontmoetten elkaar op school in Portsmouth en vonden elkaar in hun enthousiasme voor de muziek van T. Rex van Marc Bolan. Ze begonnen samen gitaar te spelen en op te nemen en langzaam te experimenteren. Ze ontdekten andere muziek die hen beïnvloedden (The Incredible String Band, Pink Floyd) en stuurden in 1972 een bandje naar John Peel in het kader van een wedstrijd, die gewonnen werd door Henry Cow. In het midden van de jaren zeventig werd deze groep een invloedsbron, naast Robert Fripp en Brian Eno. Het duo ging experimenteren met recorders, looptapes en geprepareerde gitaren, ging zich 'Plimsollline' noemen en later, rond 1978, Renaldo & the Loaf. De groep werd ontdekt door The Residents toen Poole een cassettebandje ('Renaldo & the Loaf Play Struve and Sneff') naar het door hen opgerichte Ralph Records bracht, en het duo kreeg een platencontract. Het bandje werd later (in 1984) met enkele wijzigingen uitgebracht op lp. De eerste plaat op Ralph was Songs for Swinging Larvae, een album dat door recensenten verschillend beoordeeld werd. In 1982 namen The Residents met het duo in twee sessies de plaat Title in Limbo op. Daarna volgde Arabaic Yodelling, waarop verschillende stukken stonden die door improvisatie tot stand waren gekomen. The Elbow is Taboo uit 1987 was hun toegankelijkste plaat. Rond 1989 stopte het duo ermee. Pas in 2006 ontmoetten de twee elkaar weer en besloten onder meer oud werk opnieuw uit te brengen.

## Discografie
- Renaldo & the Loaf Play Struve 'n' Sneff, homemade cassette, 1979
- Songs for Swinging Larvae, Ralph, 1981
- Arabic Yodelling, Ralph, 1983
- Title in Limbo (met The Residents), Ralph, 1983
- Olleh Olleh Rotcod (rarities-verzameling), Ralph, 1985
- Renaldo & the Loaf Play Struve 'n' Sneff (remixt, andere tracklist), Ralph, 1985
- The Elbow is Taboo, Some Bizarre Records, 1987